# F.W. de Klerk

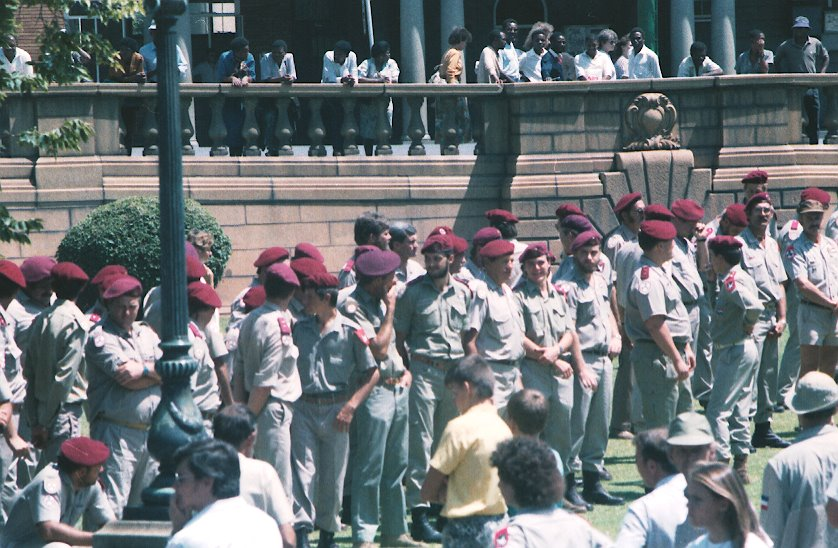
AWB-medlemmar protesterar utanför en kyrka i Pretoria mot de Klerk och reformprocessen.

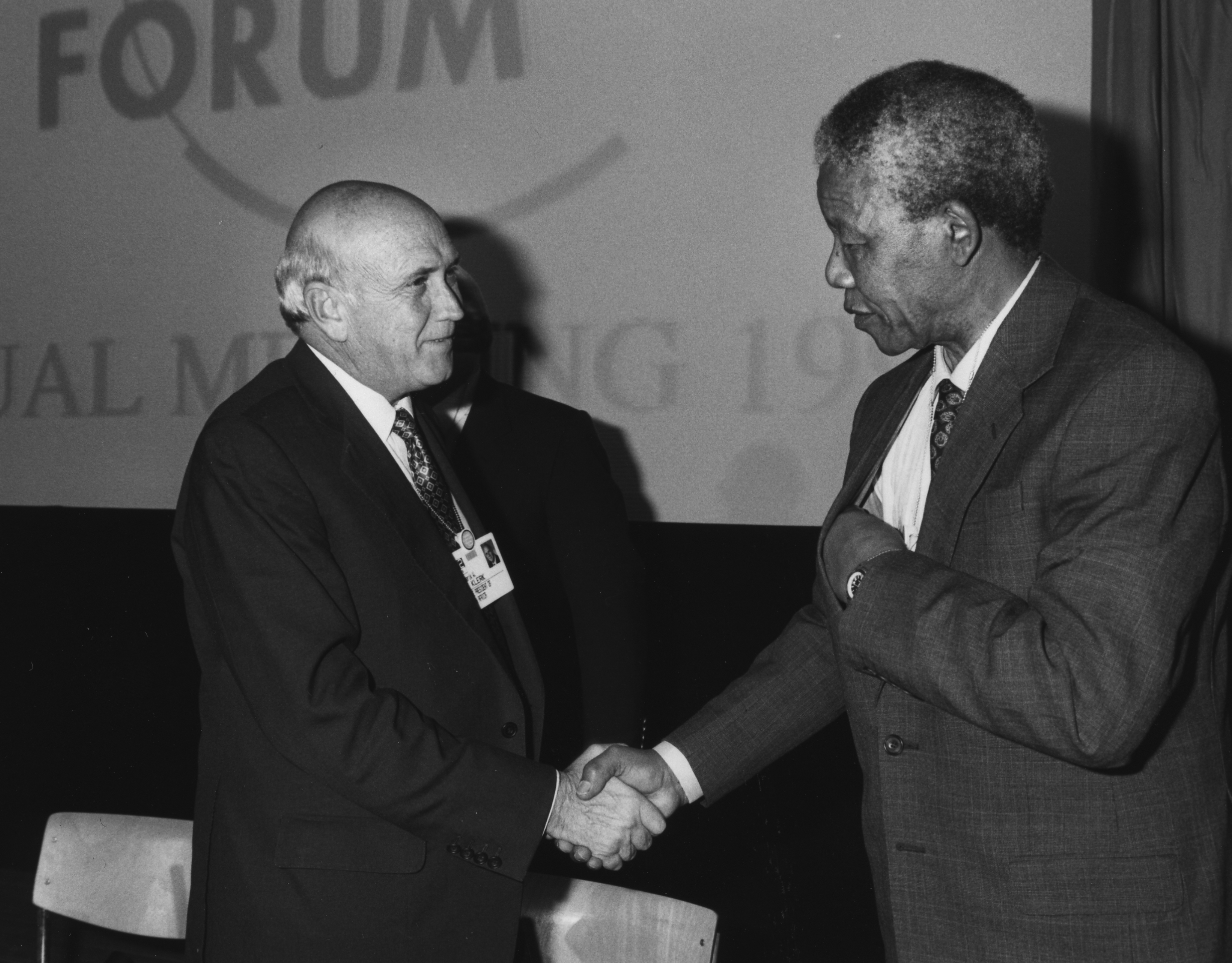
F. W. de Klerk (vänster) och Nelson Mandela vid World Economic Forum i Davos 1992.

Frederik Willem de Klerk, född 18 mars 1936 i Johannesburg, Gauteng (dåvarande Transvaal), död 11 november 2021 i Kapstaden, var en sydafrikansk politiker som var Sydafrikas president från 1989 till 1994 och därefter vicepresident 1994 till 1996. 1993 delade han Nobels fredspris med Nelson Mandela för sin roll i apartheidsystemets avskaffande.

## Biografi
Frederik Willem de Klerk kom från en afrikaanstalande familj och engagerade sig tidigt i politiken. Fadern Johannes de Klerk var i mer än 20 år toppolitiker för Nationalistpartiet och satt i regeringen 1954-1969 på olika ministerposter. 1958 utexaminerades de Klerk från universitetet i Potchefstroom som advokat och valdes 1969 in i parlamentet för Nationalistpartiet samtidigt som fadern utsågs till senatens talman. I premiärminister P W Bothas regering erhöll de Klerk en rad ministerposter; pensions- och sjukdomsminister (1978),  post-, telekommunikations-, idrotts- och fritidsminister (1978-1979), mineralminister (1979-1982), miljöminister (1979–1980) samt energiminister (1980-1982).
Han utsågs slutligen 1982 till inrikesminister och avancerade 1984 till utbildningsminister (poster fadern haft under 1960-talet), där han i huvudsak gjorde sig känd som konservativ försvarare av segregation inom utbildningen. Efter Bothas insjuknande 1989 lyckades de Klerk efter en tids oklarhet slå ut utrikesminister Pik Botha, tillförordnade presidenten Chris Heunis samt finansminister Barend du Plessis och valdes till nationalisternas partiledare (69 röster mot 61 för du Plessis). I augusti tillträdde han presidentposten sedan den 73-årige P W Botha avgått. Ett av den nya regeringens första beslut var att kalla till nyval (september 1989) vilket utlöste ytterligare oro i det sargade landet, då det radikala Konservativa partiet (KP) gick starkt framåt och nationalisterna för första gången sedan 1948 inte vann en majoritet av rösterna.

## President (1989–1994)
Efter att ha förklarat sin trohet till partiets Verligte ("upplysta") falang, där utrikesminister Botha var en förgrundsgestalt lät de Klerk slopa det undantagstillstånd som införts under hans föregångare, avskaffade provisoriskt dödsstraffet och hävde i februari 1990 förbuden mot kommunistpartiet, PAC och ANC och frigav efter en rad politiska fångar, främst det senares förgrundsgestalt Nelson Mandela från 28 års fångenskap. Processen utlöste en orolig och våldsam period i landets historia och bemöttes med ramaskri från radikala vita inom och utanför parlamentet, främst KP respektive AWB. Ökänd blev en demonstration utanför den konservativa lantstaden Ventersdorp i Transvaal 1991, där vita kravallpoliser till stöd för de Klerk och reformprocessen i det tumult som uppstod dödade demonstranter från AWB samt en förbipasserande.
1992 kunde de Klerk trots tilltagande motstånd från radikala svarta och vita avgå med segern när två tredjedelar av den vita befolkningen i en folkomröstning sa ja till förhandlingar i syfte att ge landet en ny grundlag. Ett attentat 1993 av militanta boernationalister under ledning av AWB-ledaren Eugène Terre'Blanche riktat mot förhandlingarna i Kempton Park nära Johannesburg kunde inte förhindra ett avtal om majoritetsstyre i Sydafrika. De första allmänna valen skulle enligt överenskommelsen hållas i april följande år. Samma år erhöll de Klerk och Mandela Nobels fredspris i Oslo.

## Vicepresident och pension
27 april 1994 kunde Sydafrika för första gången gå till allmänna val genom de Klerks och Mandelas försorg. En ambitiös valkampanj, där Nationalistpartiet återkallat sitt tidigare stöd till apartheid ledde till vissa framgångar vilka till stor del tillskrivits de Klerks profil. Partiet erhöll drygt 20 % av rösterna och kunde bilda en enpartiregering i Västra Kapprovinsen. Enligt de på förhand givna regler som antagits kunde de Klerk erhålla en post som vicepresident samt ett antal ministerposter i Mandelas regering. 1996 valde han att lämna regeringen efter interna samarbetssvårigheter. Följande år ombildades Nationalistpartiet till Nya Nationalistpartiet (NNP) och de Klerk valde att lämna ordförandeposten och politiken.
2001 återvände han till Europa och besökte Stockholm för att som tidigare pristagare fira Nobelprisets 100-årsjubileum. Under hans vistelse mördades hans frånskilda hustru Marike brutalt av en svart gärningsman i sin lägenhet i Kapstaden. de Klerk valde därefter att omedelbart återvända till Sydafrika. Mordet fördömdes av bland annat president Thabo Mbeki och Winnie Mandela, som höll ett lovtal till Marike de Klerks minne. Gärningsmannen, en 22-årig säkerhetsvakt arresterades två dagar efter mordet och dömdes till två livstider och tre års fängelse för mord.